# Alpi Cusiane
Le Alpi Cusiane  (o, specie in passato, Prealpi Cusiane) costituiscono un settore alpino italiano a sud delle Alpi Pennine.
Interessano principalmente le province del Verbano-Cusio-Ossola e di Vercelli e, in minore misura, quella di Novara.

## Geografia
Si staccano dalle Alpi del Monte Rosa in corrispondenza del Tesslu (anche chiamata Bocchetta Stretta).
I limiti geografici sono:
- a nord: Varallo Sesia, il torrente Mastallone, il Tesslu, il torrente Strona, Omegna, la valle Strona, Gravellona Toce;
- ad est il Lago Maggiore;
- a sud la pianura padana (linea Arona-Gattinara);
- ad ovest la Valsesia da Gattinara a Varallo Sesia.

## Classificazione

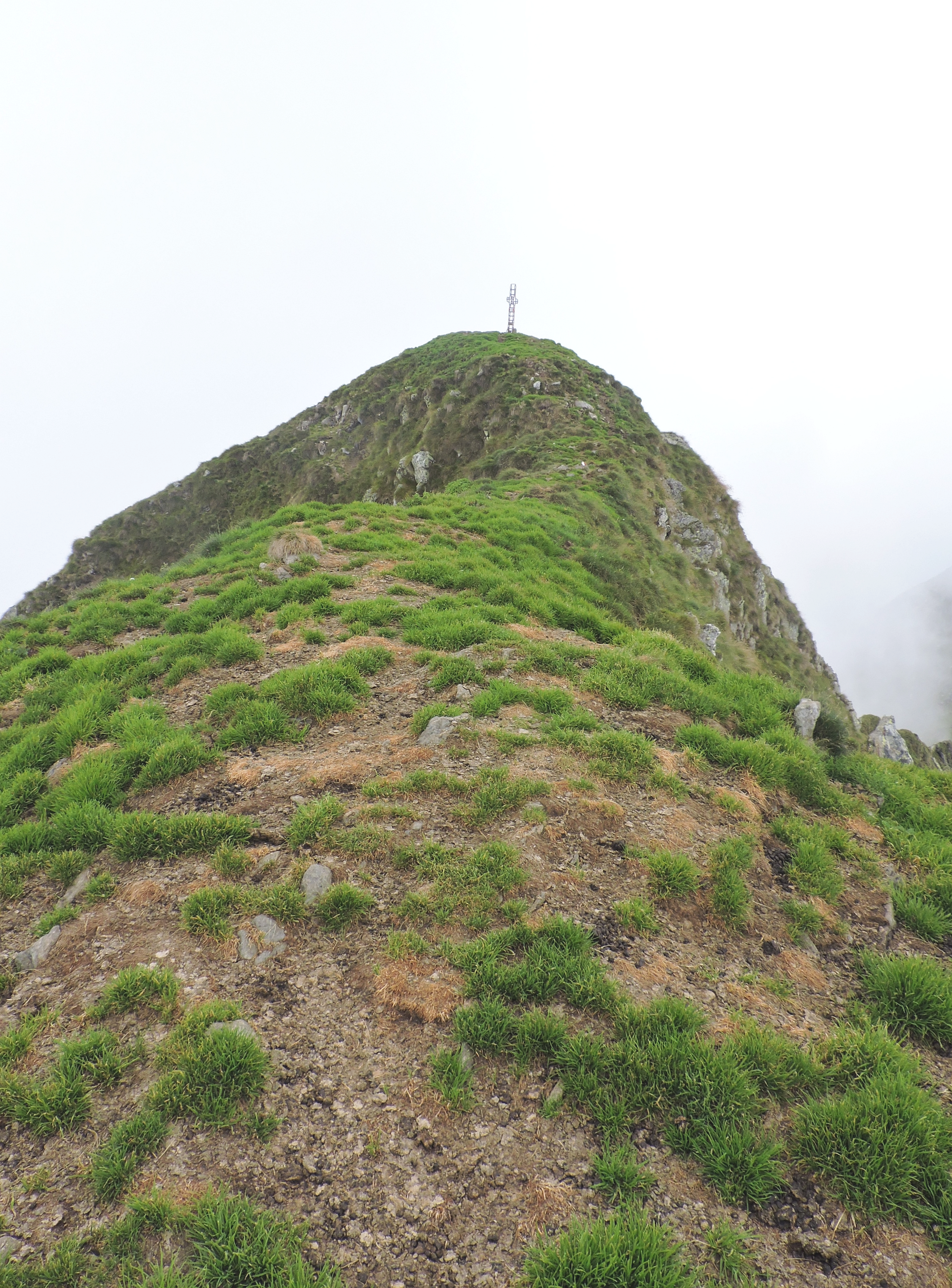
Cima Altemberg

Secondo la SOIUSA le Alpi Cusiane sono un supergruppo alpino con la seguente classificazione:
- Grande parte = Alpi Occidentali
- Grande settore = Alpi Nord-occidentali
- Sezione = Alpi Pennine
- Sottosezione = Alpi Biellesi e Cusiane
- Supergruppo = Alpi Cusiane
- Codice = I/B-9.IV-B

## Suddivisione

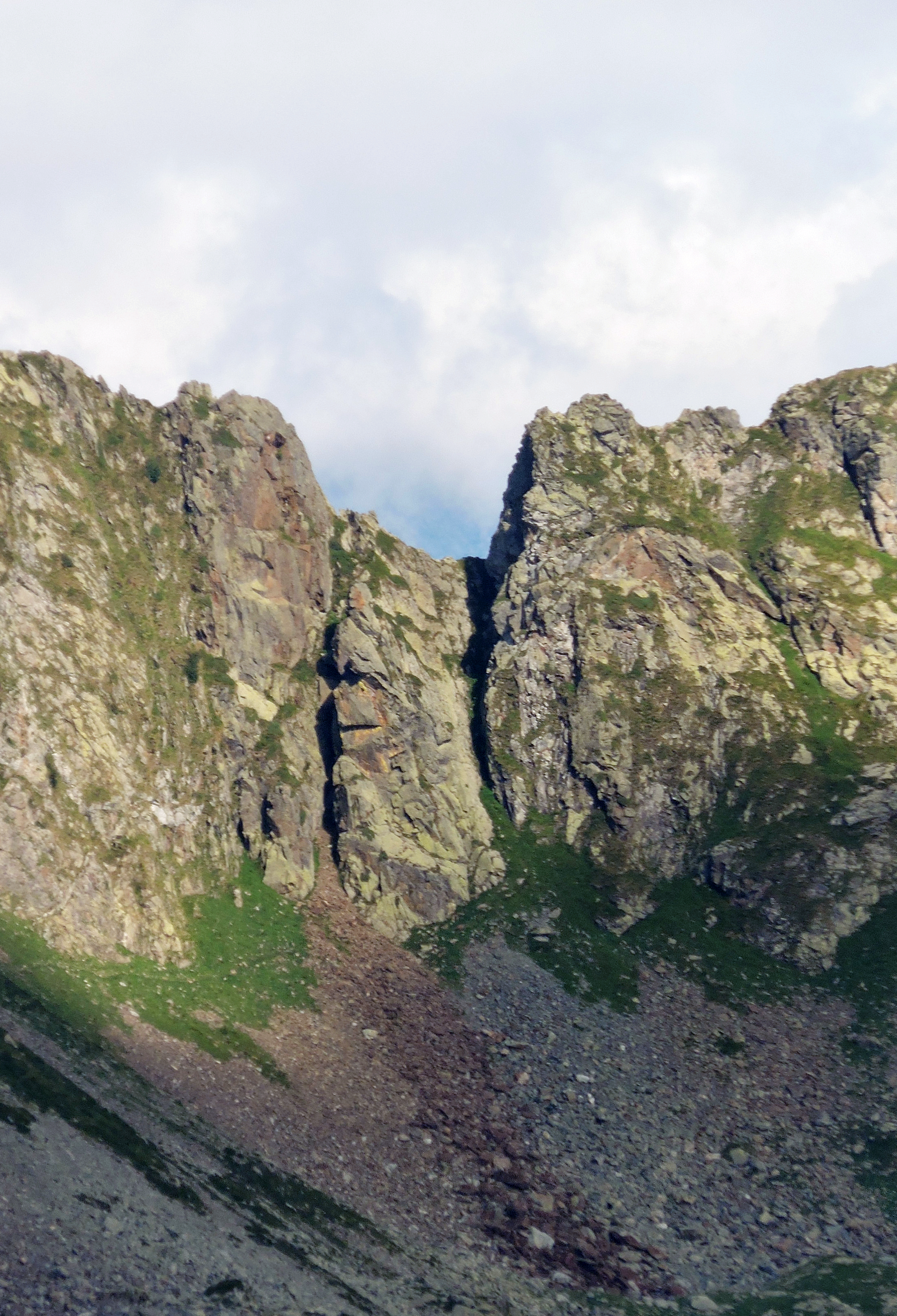
Il Tesslu dal Monte Capio

Secondo la SOIUSA si suddividono in due gruppi:
- Costiera Capio-Massa del Turlo (3)
- Massiccio del Mottarone (4)

I due gruppi sono separati tra loro da una bassa sella situata nei pressi di Gozzano.

## Montagne

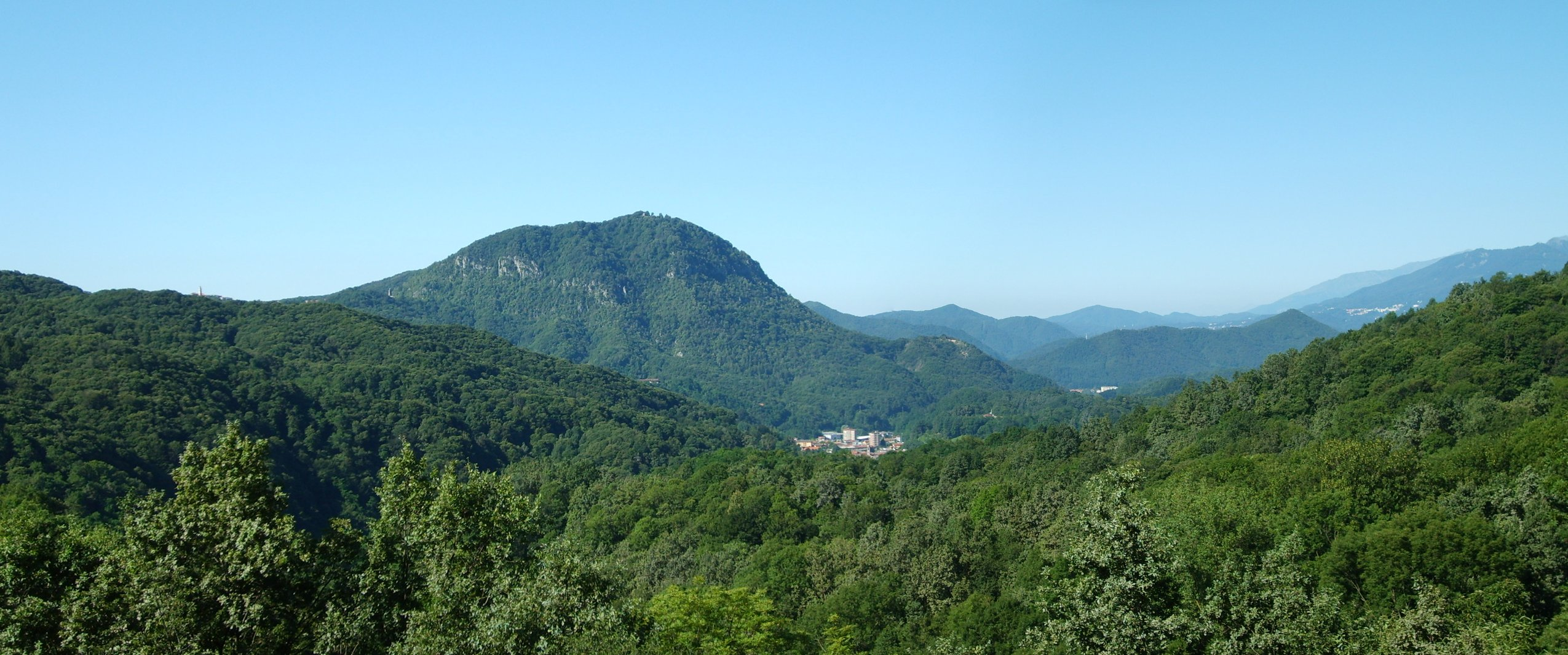
Il monte Fenera da Valduggia

- Costiera Capio - Massa del Turlo
  - Cima Altemberg - 2394 m
  - Monte Capio - 2172 m
  - Massa del Turlo - 1960 m
  - Monte Croce - 1643 m
  - Monte Ostano - 1509 m
  - Cima del Camossaro - 1453 m
  - Monte Mazzocone - 1424 m
  - Monte Novesso - 1409 m
  - Monte Piogera - 1249 m
  - Monte Mazzone - 1234 m
  - Monte Briasco - 1185 m
  - Monte Fenera - 899 m
- Massiccio del Mottarone
  - Mottarone - 1491 m
  - Monte Mazzarone - 1142 m
  - Monte del Falò - 1080 m
  - Monte Cornaggia - 921 m